# Schizonium glaciale
Schizonium glaciale är en mångfotingart som beskrevs av Chamberlin 1962. Schizonium glaciale ingår i släktet Schizonium och familjen storjordkrypare. Inga underarter finns listade i Catalogue of Life.